# Amerikanischer Morsecode

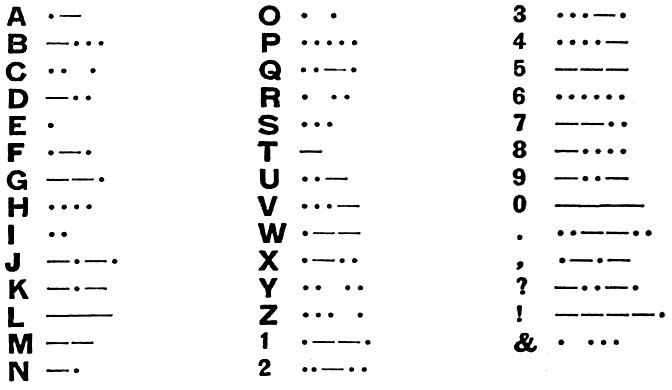
Der Amerikanische Morsecode

Als Amerikanischer Morsecode (englisch American Morse Code), auch als Railroad Code (deutsch „Eisenbahn-Code“) oder als Morse Landline Code (deutsch „Landstrecken-Morsecode“), wird eine frühe Form des Morsecodes bezeichnet, die ab Mitte der 1840er-Jahre hauptsächlich in den Vereinigten Staaten von Amerika verwendet wurde, insbesondere auch während der Zeit des Bürgerkriegs (1861–1865). Auch in Teilen Australiens, wie den Bundesstaaten Victoria und South Australia, kam er zum Einsatz und wurde dort Victoria-Code genannt (siehe auch: East-West Telegraph). Bei einigen amerikanischen Eisenbahngesellschaften wurde dieser Telegrafencode bis in die 1960er-Jahre genutzt.
Heute ist er nahezu vergessen. Nur selten wird er von Liebhabern reaktiviert, beispielsweise zur historisch genauen Nachstellung geschichtlicher Ereignisse (englisch reenactments).

## Hintergrund
Im Jahr 1833 hatten die beiden deutschen Physiker Carl Friedrich Gauß (1777–1855) und Wilhelm Weber (1804–1891) in Göttingen die erste elektromagnetische Telegrafenlinie der Welt errichtet (siehe auch: Gauß-Weber-Telegraf). Sie hatten jedoch kein Interesse an einer Vermarktung ihrer Idee. Kurz darauf, im Jahr 1837, erfand Samuel Morse (1791–1872) einen elektromagnetischen Schreibtelegrafen. Zur Kodierung der zu übertragenden Information wies er den Wörtern aus einem englischen Wörterbuch Zahlen zu. Er stellte also eine durchnummerierte Wörterliste auf, ähnlich wie bei einem Codebuch. Um im Bedarfsfall auch Wörter bilden zu können, die im Wörterbuch fehlten, ergänzte er weitere Zahlen und wies ihnen die einzelnen Buchstaben des Alphabets zu. 
Der Absender hatte für jedes Wort des Textes, den er senden wollte, die entsprechende Zahl im Buch nachzuschlagen. Über die Telegrafenlinie wurden diese dann ziffernweise (1, 2, …, 9, 0) übertragen. Der Empfänger der Ziffernfolge bildete daraus wieder die Zahlen und konnte damit anschließend in seinem Buch die ursprünglichen Wörter oder Buchstaben finden.
Zur Übertragung der einzelnen Ziffern wählte Morse einen Code, bei dem den Ziffern 1 bis 5 jeweils ein bis fünf kurze Stromstöße („Punkte“) zugeordnet waren. Für die restlichen Ziffern 6 bis 0 entschied er, nicht mehr als fünf Punkte zu nehmen, also beispielsweise sechs bis zehn, sondern ihnen wieder ein bis fünf kurze Stromstöße zuzuordnen, denen jedoch zur Unterscheidbarkeit eine längere Pause folgte.
Der ursprüngliche Code von Samuel Morse (von 1837, siehe auch: Morses ursprüngliche Erfindung unter Weblinks) bestand also nur aus den zehn Ziffern, die durch Stromstöße sowie durch kurze und lange Pausen kodiert waren. Symbolisiert man einen Stromstoß durch einen Punkt ( · ), eine kurze Pause durch ein Gatter ( # ) und eine lange Pause durch zwei Gatter ( ## ), dann ergibt sich die folgende Zuordnung:
```
1 ·#
2 ··#
3 ···#
4 ····#
5 ·····#
6 ·##
7 ··##
8 ···##
9 ····##
0 ·····##
```

Anders als bei dem uns heute geläufigen internationalen Code, der seinen Namen trägt, gab es bei seinem ursprünglichen Code noch keine langen Stromstöße („Striche“). Dafür gab es unterschiedlich lange Pausen als Teil der Zeichen. Letzteres erwies sich als verwechslungsträchtig und fehleranfällig. Zudem konnten Texte nicht direkt beim Empfang interpretiert werden, sondern jedes einzelne Wort musste über eine Zahl in einem Buch nachgeschlagen werden. Mit anderen Worten: Das Verfahren war umständlich und wenig praktikabel.

## Geschichte

Vergleich der drei Codes:
Links: Amerikanisch
Mitte: Kontinental
Rechts: International

Alfred Vail (1807–1859), ein Mitarbeiter Morses, erkannte diese Nachteile und entwickelte ab 1838 einen deutlich verbesserten Code, der nicht den Umweg über Ziffern benötigte, sondern direkt auf der Kodierung einzelner Buchstaben basierte. Anders als bei Morses ursprünglichem Code, nutzte Vail Stromstöße von unterschiedlichen Längen. Er führte somit sozusagen die „Striche“ ( – ) ein.
Allerdings gab es bei ihm nicht nur eine Strichlänge, wie wir es heute kennen, sondern gleich drei verschiedene Längen: einfach, lang und extra-lang. Auch verwendete er, ähnlich wie Morse es gemacht hatte, Pausen unterschiedlicher Länge. Beispielsweise hatte der Code für den Buchstaben C ( · ·   · ) unterschiedlich lange Pausen zwischen den ersten beiden und den letzten beiden Punkten. Die Buchstaben, I ( · · ) und O ( ·   · ) unterschieden sich nur durch die etwas unterschiedlich lange Pause zwischen den beiden Punkten und konnten leicht miteinander oder auch mit zwei hintereinander auftretenden E ( · ) verwechselt werden.
Im Jahr 1840 verfeinerte und erweiterte Vail sein System und schuf so den American Morse Code. Dieser wurde in Nordamerika ab 1844 betrieblich eingesetzt, das erste Mal auf der Telegrafenlinie Baltimore–Washington. Ein Jahr später, 1845, veröffentlichte Vail seine Erkenntnisse und Errungenschaften in seiner Schrift The Electro Magnetic Telegraph („Der elektromagnetische Telegraph“).
Auf der anderen Seite des Atlantiks befasste sich der Deutsche Friedrich Clemens Gerke (1801–1888), der für den Hamburger optischen Telegraphen (1838–1849) verantwortlich war, intensiv mit Vails Arbeiten und übersetzte auch dessen Veröffentlichung ins Deutsche unter dem Titel Gründliche Darstellung des Electro-Magnetischen Telegraphen, nach dem System des Professor Morse. Gerke erkannte die unterschiedlich langen Striche sowie die unterschiedlichen Pausenlängen als wesentliche praktische Nachteile. Er reformierte das System: Übrig ließ er – so wie wir es heute kennen – nur Punkte und Striche sowie kurze Pausen innerhalb der Zeichen und lange Pausen zwischen den einzelnen Buchstaben. Ein Strich hat dabei stets die dreifache Länge eines Punktes. Auch änderte er rund die Hälfte der Zeichen des Amerikanischen Morsecodes und führte ergänzend die deutschen Umlaute (Ä, Ö, Ü) ein. Eine Sonderstellung nahm weiterhin die Ziffer Null ein, die auch bei Gerke noch durch einen überlangen Strich dargestellt wurde. Sein System, in Deutschland auch als „Hamburger Alphabet“ bezeichnet und ab 1865 europaweit verwendet, wurde in Amerika unter dem Namen Continental Code bekannt, aber dort praktisch zunächst nicht genutzt.
Dies änderte sich erst mit dem Aufkommen der Funktechnik zu Beginn des 20. Jahrhunderts, als die Nachteile des amerikanischen gegenüber dem europäischen Morsecode immer offensichtlicher wurden. Während der Code im 19. Jahrhundert für die Nachrichtübertragung mithilfe von über Land gezogenen kabelgebundenen Telegrafenstrecken genutzt wurde, die kaum Störungen aufwiesen, verhielten sich Funkstrecken deutlich störanfälliger. Beispielsweise können dort einzelne Zeichen durch Gewitterblitze verstümmelt werden. Dies trifft naturgemäß einen „punktlastigen“ Code stärker. Insofern erwiesen sich die unterschiedlich langen Pausen und die vergleichsweise vielen Punkte nun als ein Nachteil des Amerikanischen Morsecodes. Da half auch nicht, dass er andererseits um etwa 10 % schneller war als der kontinentale.
Nachdem auf der Weltfunkkonferenz 1912 in London der Continental Code als Standard beschlossen worden war, verdrängte er nun auch in Nordamerika den American Morse Code immer mehr. In internationaler Abstimmung gab es noch einige wenige Verfeinerungen bis zum heute international standardisierten Morsecode der Internationalen Fernmeldeunion (ITU).